# Krymska Autonomiczna Socjalistyczna Republika Radziecka
Krymska Autonomiczna Socjalistyczna Republika Radziecka, Krymska ASRR (krymskotat. Кърым Автономиялы Совет Социалист Республикасы, ros. Крымская Автономная Советская Социалистическая Республика) – republika autonomiczna istniejąca w latach 1921–1946 w składzie Rosyjskiej Federacyjnej Socjalistycznej Republiki Radzieckiej w Związku Socjalistycznych Republik Radzieckich.
Republikę utworzono postanowieniem WCIK i Rady Komisarzy Ludowych RFSRR 18 października 1921 roku z południowej części guberni taurydzkiej, na której w latach 1918–1920 istniały liczne tymczasowe twory państwowe oraz quasi-państwowe: Krymska Republika Ludowa (grudzień 1917-styczeń 1918), Radziecka Socjalistyczna Republika Taurydy (marzec-kwiecień 1918), Krymski Rząd Krajowy (czerwiec 1918-kwiecień 1919), Krymska Socjalistyczna Republika Radziecka w składzie Rosyjskiej FSRR (kwiecień-czerwiec 1919), Siły Zbrojne Południa Rosji (czerwiec 1919-kwiecień 1920), Armia Rosyjska Wrangla (kwiecień-listopad 1920).
Większość ludności Krymu stanowili Rosjanie. Znaczny odsetek ludności republiki stanowili Tatarzy krymscy (26% w 1920 roku, 25,3% w 1926 roku, 23,8% w 1934 roku, 19,4% w 1939 roku). W trakcie II wojny światowej, na rozkaz Stalina, NKWD wysiedlił szereg mniejszości narodowych: 18 sierpnia 1941 roku wysiedlono z Krymu 53 tys. Niemców. W maju 1944, po zakończeniu okupacji niemieckiej, wysiedlono do Azji Środkowej 194 tys. Tatarów krymskich, w czerwcu 1944 roku wysiedlono z Krymu Ormian, Greków, Bułgarów, Włochów oraz ludność romską (łącznie ok. 40 tys. osób) pod pretekstem kolaboracji z okupującymi Półwysep Krymski wojskami niemieckimi.
Po wysiedleniu Tatarów krymskich oraz mniej licznych gmin narodowościowych (niemieckiej, bułgarskiej, greckiej, ormiańskiej) opuszczone domostwa zasiedlili głównie Rosjanie oraz Ukraińcy. 25 czerwca 1946 roku odebrano Krymowi status republiki autonomicznej w składzie Rosyjskiej FSRR, przekształcając go w obwód krymski, który w 1954 roku przekazano do składu Ukraińskiej SRR. W 1991 roku utworzono nową Krymską Autonomiczną Socjalistyczną Republikę Radziecką w składzie radzieckiej, a następnie niepodległej Ukrainy.

## Flagi

1921–1929. Skrót nazwy republiki zapisany jest w językach: rosyjskim (cyrylicą) i krymskotatarskim (pismem arabskim)
1929–1938. Skrót nazwy republiki zapisany jest w językach: rosyjskim (cyrylicą) i krymskotatarskim (alfabetem łacińskim)
1938–1945. Skrót nazwy republiki jest jednakowy w obu urzędowych językach i zapisany jest tylko cyrylicą; nad nim skrót nazwy Rosyjskiej FSRR